# 豊橋港

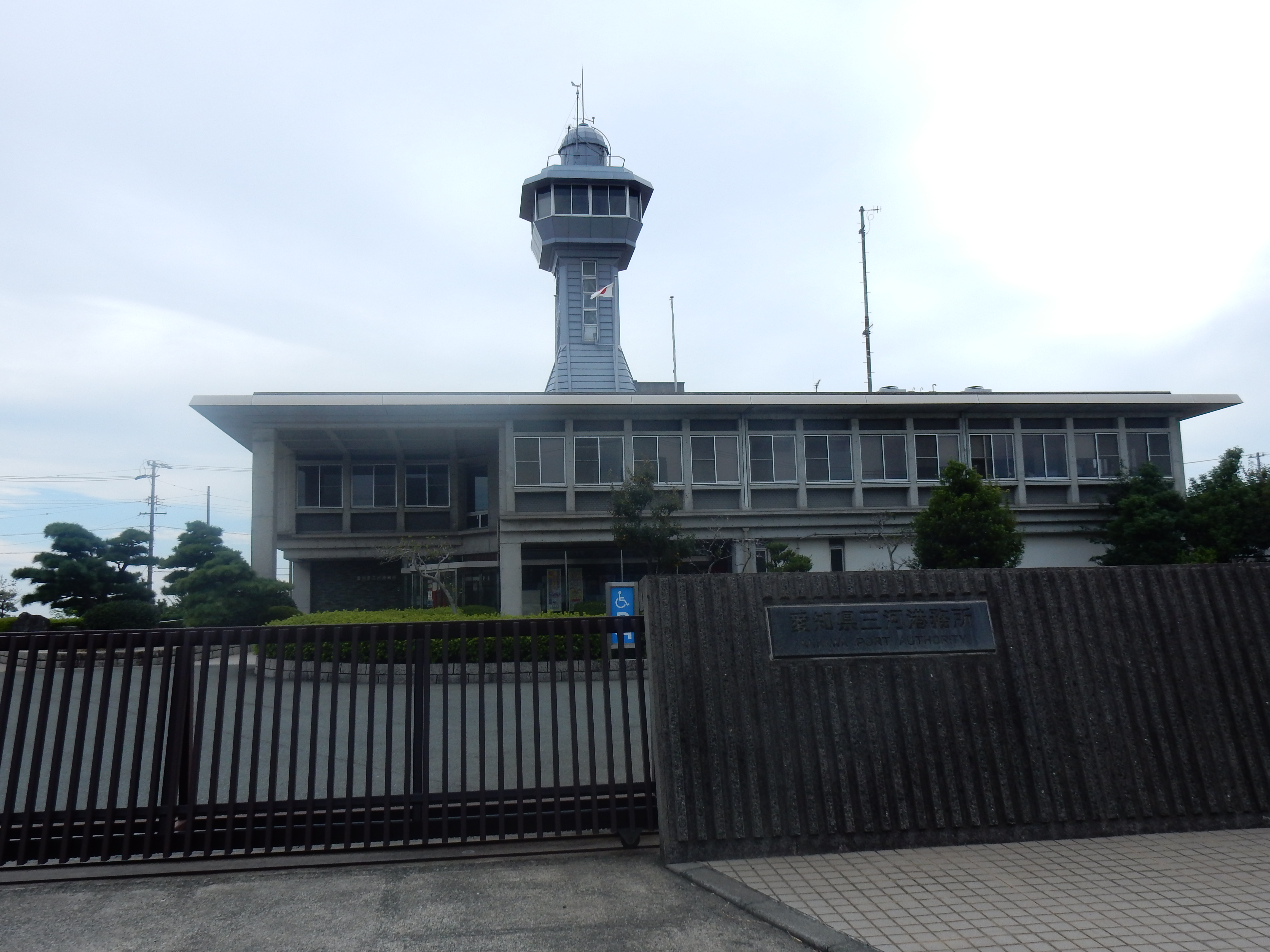
愛知県三河港務所

豊橋港（とよはしこう）は、三河港のうち愛知県豊橋市に所在する一港区。アクセスは、豊橋バイパスの神野新田IC。

## 概要
かつては豊橋港として独立した港湾だったが、1962年（昭和37年）5月に豊橋港・田原港・西浦港・蒲郡港の4港が統合し、三河港となった。現在でも豊橋市内の道路案内標示などで現在の三河港となる前の名残から、豊橋港という表記がされている。

## 自動車の輸出入
自動車の輸出入で国内有数規模であり、フォルクスワーゲン、クライスラー、ボルボなどの輸入整備工場やパーツセンターなどの施設が置かれている。
進出している企業、取り扱っている自動車メーカーに関しては三河港を参照。

## 関連施設
- 三河臨海緑地
- 神野8号岸壁
- シーパレスリゾートホテル
- 豊橋総合スポーツ公園
  - アクアリーナ豊橋
  - 豊橋総合体育館
- ポートインフォメーションセンター「カモメリア」
- ライフポートとよはし
- 愛知県道393号豊橋港線
- 港湾技能研修センター

## ギャラリー

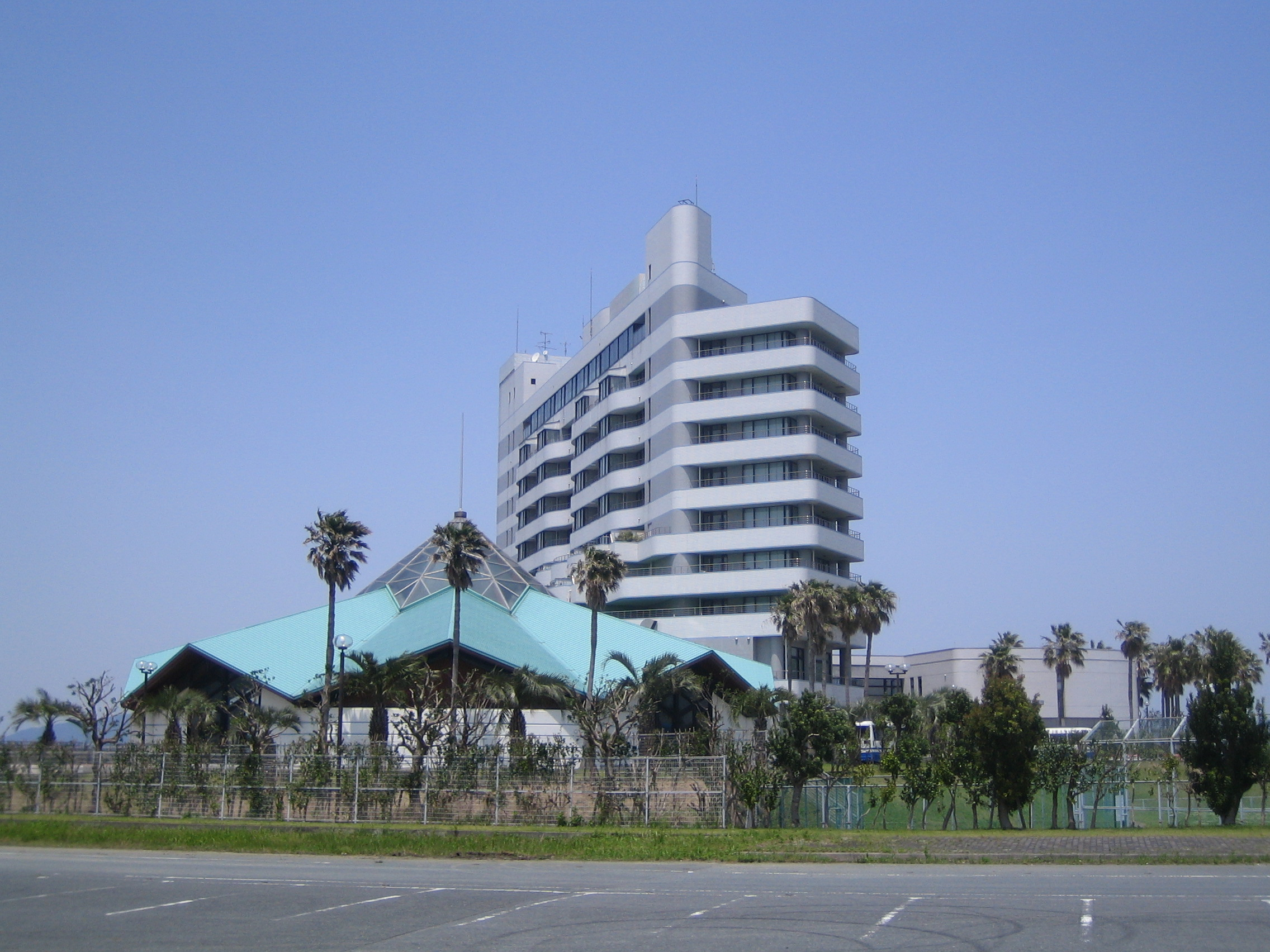
シーパレスリゾートホテル
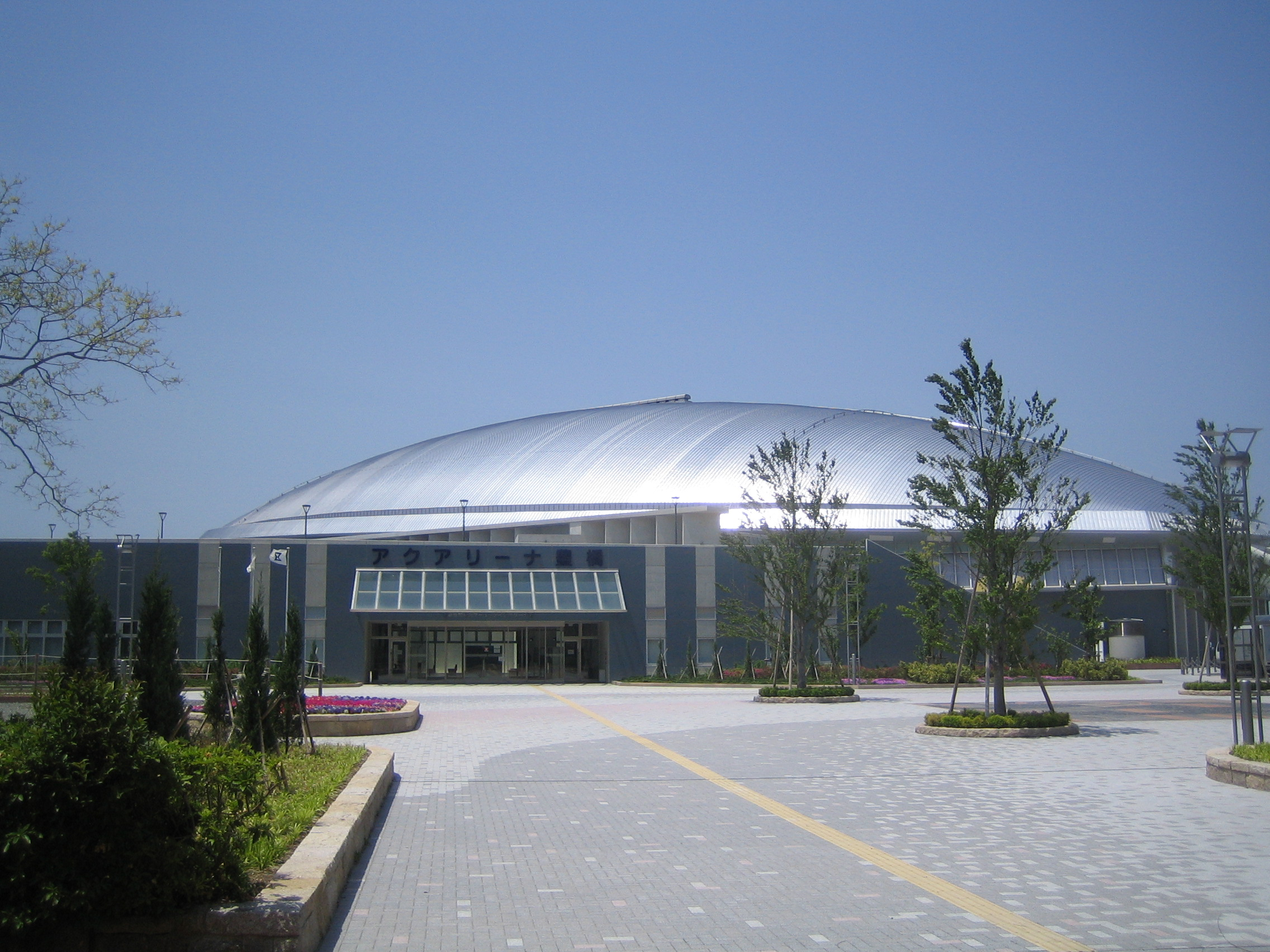
アクアリーナ豊橋
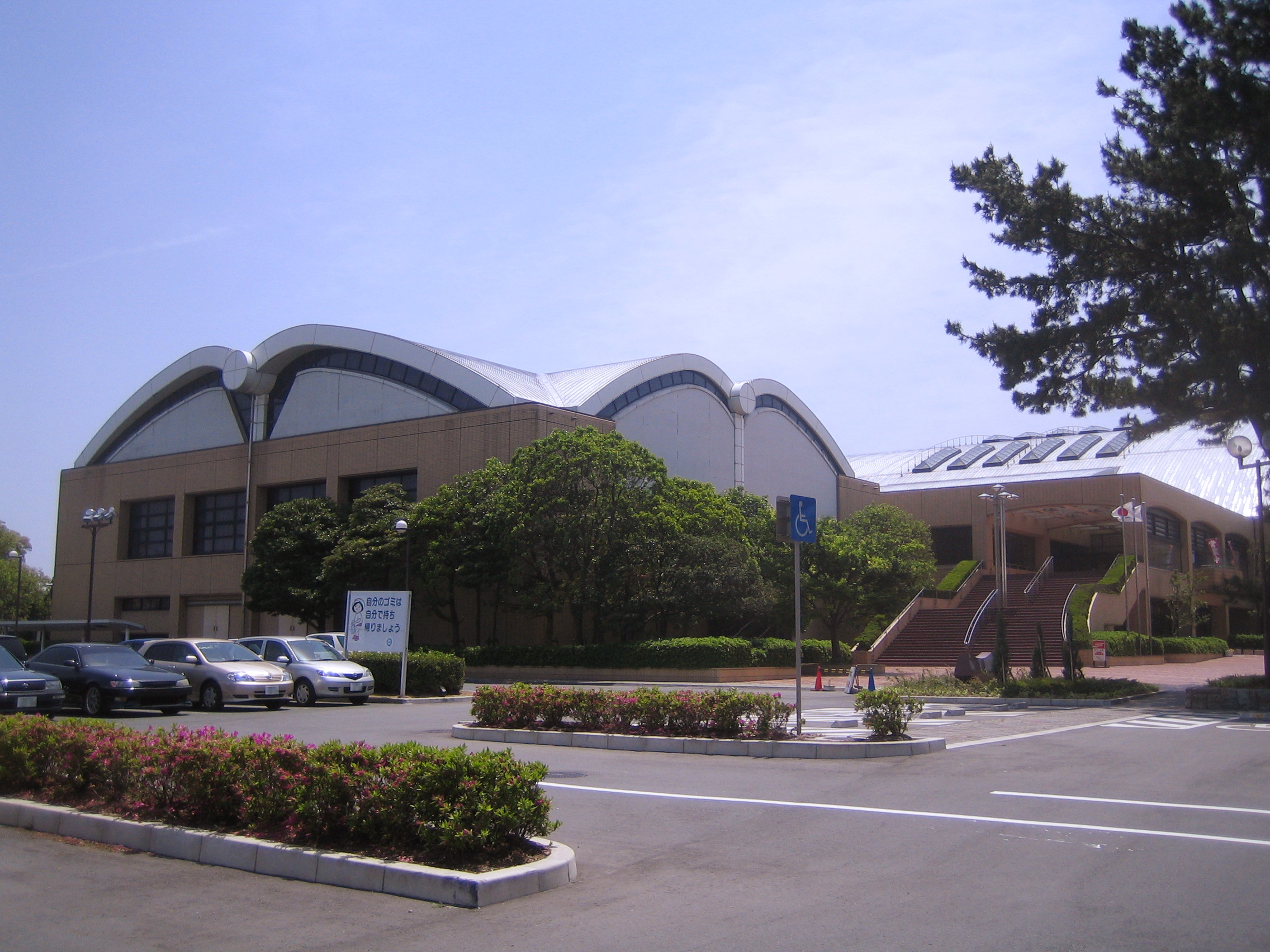
豊橋総合体育館
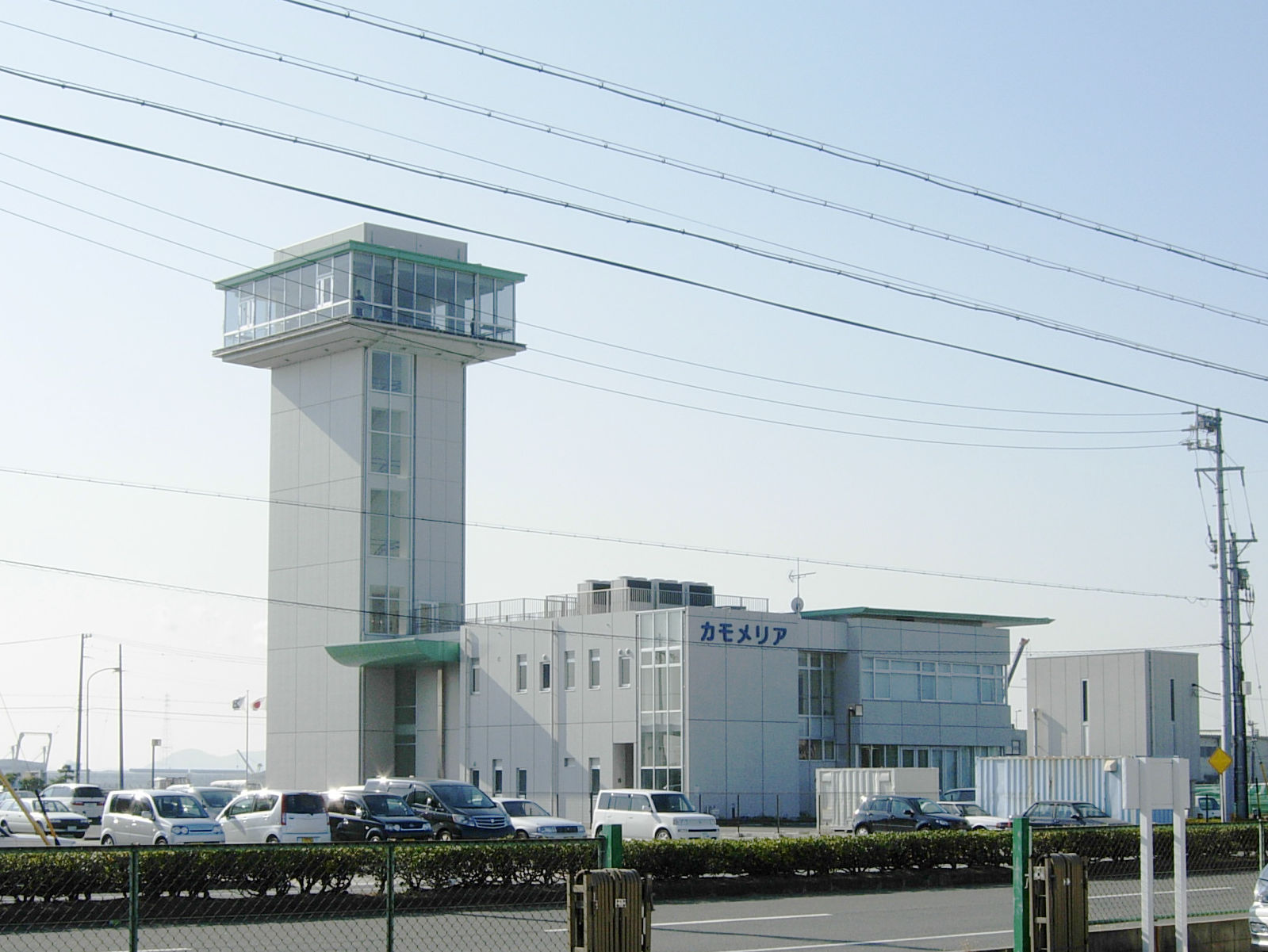
カモメリア
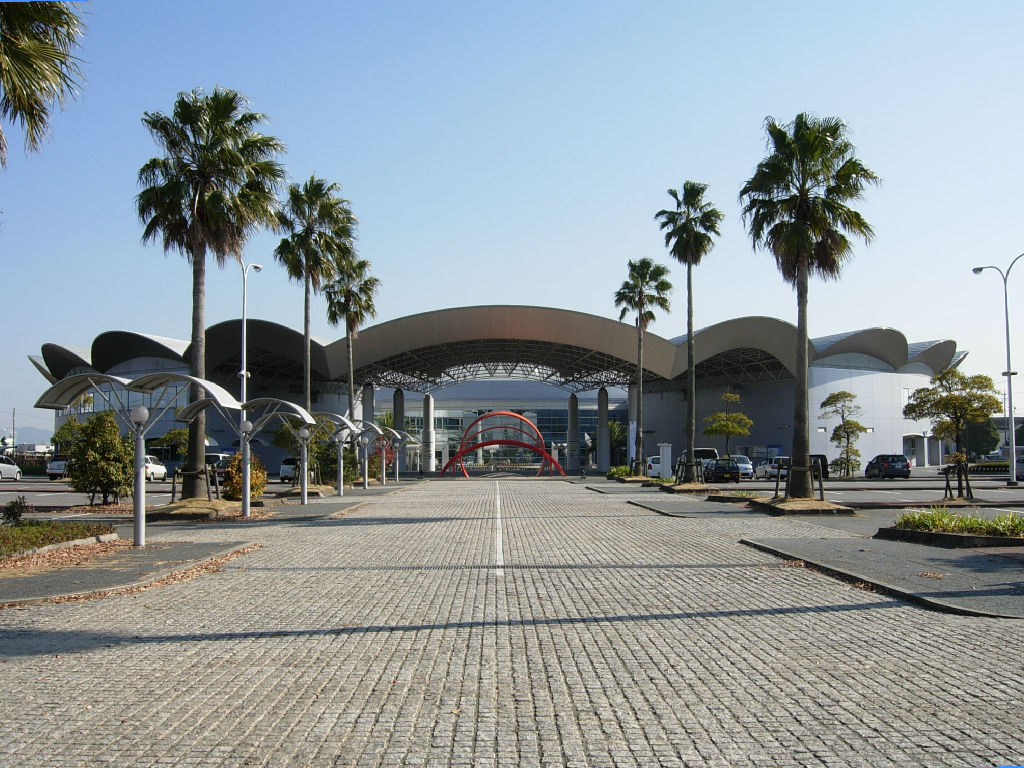
ライフポートとよはし
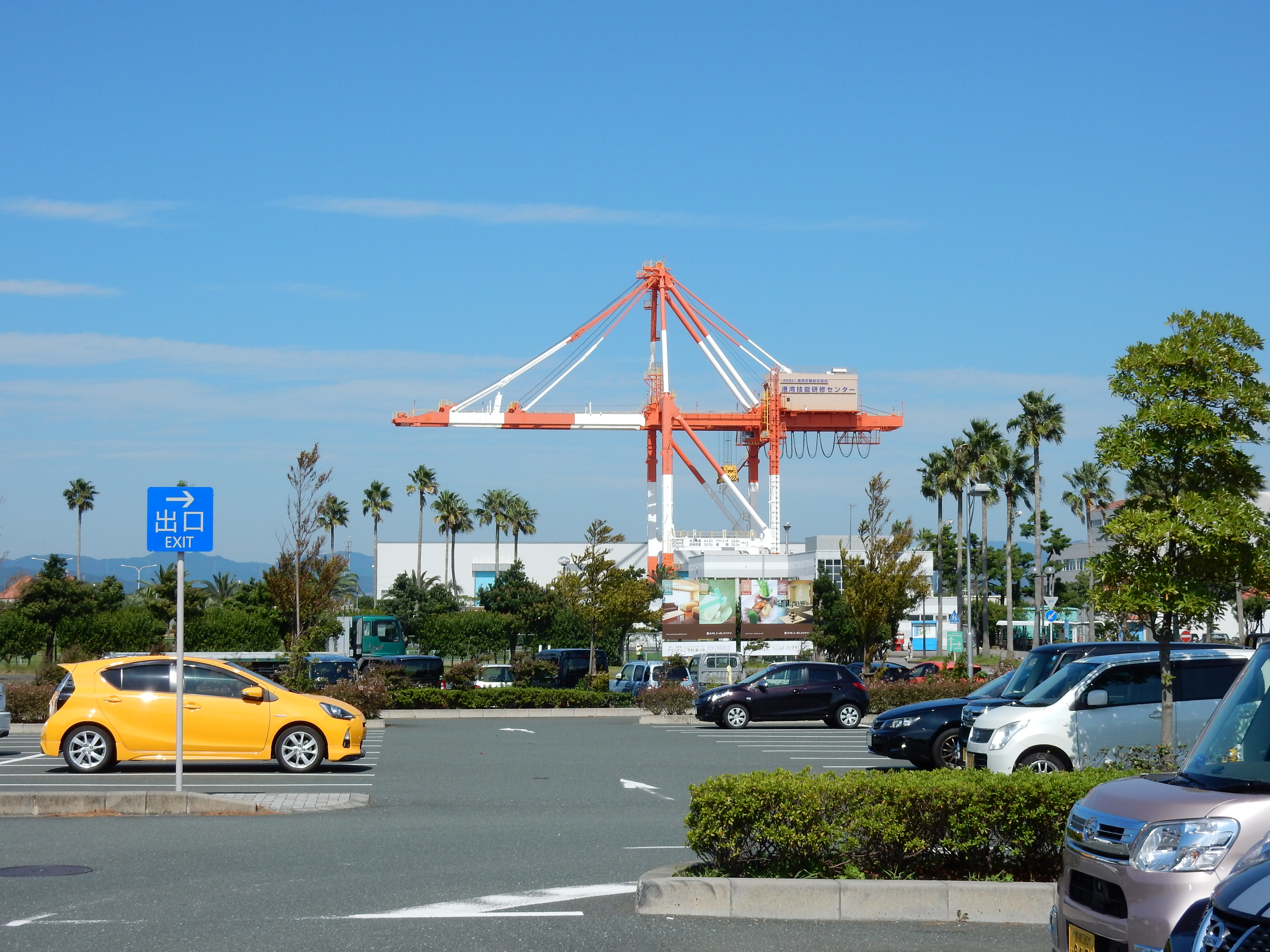
港湾技能研修センター